# Бургард, Вилли
Вильгельм (Вилли) Иоганн Бургард (нем. Wilhelm (Willi) Johann Burgard, 14 марта 1927, Вибельскирхен — 23 октября 2000, Бексбах, Саар) — саарский и западногерманский легкоатлет, выступавший в тройном прыжке, футболист, спортивный журналист. Участник летних Олимпийских игр 1952 года.

## Биография
Вилли Бургард родился 14 марта 1927 года в немецкой коммуне Вибельскирхен.
С подросткового возраста был членом клуба «Бексбах-1886», параллельно в 1950-е годы играл в футбол за «Боруссию» из Нойнкирхена.
В 1950 году поступил в Нойкирхене на службу в полицию. В 1957 году стал чемпионом полиции ФРГ в тройном прыжке.
В 1952 году вошёл в состав сборной Саара на летних Олимпийских играх в Хельсинки. В квалификации тройного прыжка занял 29-е место, показав результат 13,86 метра, что на 69 сантиметров хуже норматива, дававшего право выступить в финале.
В 1962—1972 годах возглавлял легкоатлетический департамент клуба «Бексбах-1886».
В 1956—1994 годах занимался спортивной журналистикой, был редактором отдела спорта в газете Saarbrücker Zeitung.
Умер 23 октября 2000 года в немецком городе Бексбах.

## Личный рекорд
- Тройной прыжок — 14,91 (1951)[1]